# Passage Tombs von Bremore

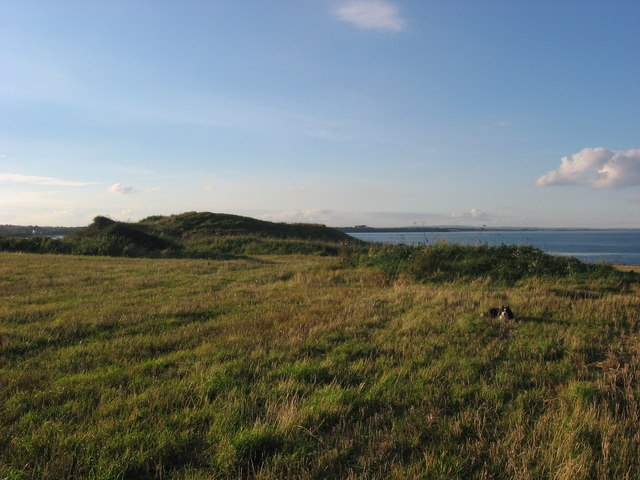
Passage Tombs von Bremore

Die Passage Tombs von Bremore (oder Bremore Port) liegen küstennah, nördlich von Braymore Point im Townland Bremore (irisch Brí Mhór) bei Balbriggan im äußersten Norden des County Fingal in Irland.
Von den fünf Hügeln der Gruppe ist der zentrale mit über 3,0 Metern Höhe und etwa 30,0 Metern Durchmesser der größte. Die vier anderen scheinen Satelliten zu sein. Nördlich des Haupthügels gab es einst eventuell mehr, aber sie wären ins Meer gespült worden.
Die Umweltstiftung „An Taisce“ hat davor gewarnt, dass der geplante Tiefseehafen in Bremore die gesetzlich geschützten archäologischen Passage-Tomb-Komplexe von Bremore und Gormanston bedroht, die älter sind als Dowth, Fourknocks, Knowth und Newgrange.
Funde deuten darauf hin, dass Bremore einer der ersten Orte neolithischer Besiedlung in Irland ist. Aufgrund der Nähe zu Anglesey wäre Irland die logisch nächste Station für neolithische Menschen gewesen, die sich auf der Insel niederzulassen. Es gibt auf Anglesey Gräber vom gleichen Typ, die etwa im selben Zeitrahmen wie die in Bremore liegen.